# Enter (album)
Enter is het eerste album van de Nederlandse symfonische metalband Within Temptation, uitgebracht in 1997.

## Tracklist
1. Restless
2. Enter
3. Pearls of light
4. Deep Within (ft. George Oosthoek)
5. Gatekeeper
6. Grace
7. Blooded (instrumentaal)
8. Candles